# Dust 514
Dust 514 (stilizzato in EVE: DUST 514) è stato un gioco free-to-play appartenente al genere degli sparatutto in prima persona sviluppato dalla CCP Games per PlayStation 3.
Venne annunciato per la prima volta il 18 agosto 2009 alla Game Developers Conference di Colonia (Germania) con un breve trailer che mostrava il gameplay del gioco in tempo reale.
Dust 514 è ambientato nel New Eden ed è direttamente connesso al gioco della CCP EVE Online. Tra i due giochi c'è una diretta interazione: le azioni dei giocatori di uno influiscono sull'aspetto politico ed economico dell'altro. Essi vennero connessi ufficialmente il 10 gennaio 2013, mentre l'open beta fu avviata il 22 gennaio 2013. Il gioco completo è stato distribuito globalmente il 14 maggio 2013. Il server è stato chiuso il 31 maggio 2016.

## Trama
Dust 514 è ambientato nello stesso universo fittizio di EVE Online, un fantascientifico MMORPG collocato 21.000 anni nel futuro. Il retroscena di EVE Online narra che l'umanità, dopo aver esaurito le risorse della Terra, iniziò a colonizzare il resto della Via Lattea. Lo sviluppo dei viaggi a velocità superluminali permise al genere umano di espandersi a un ritmo estremamente rapido. Questo portò a una violenta competizione tra le corporazioni di esplorazione spaziale. Venne scoperto un tunnel spaziale naturale nel quale l'umanità si addentrò alla ricerca di una nuova galassia da colonizzare. Tuttavia, il tunnel che collegava le due galassie crollò. Prive di supporto, molte delle colonie nella nuova galassia si estinsero, e col tempo i pochi che erano sopravvissuti dimenticarono le loro conoscenze tecnologiche e le loro origini Terrestri. Ben presto iniziò una nuova era, grazie alla ricostruzione della civiltà e alla riscoperta del sistema di viaggio a velocità superluminale. Cinque uniche culture dedite all'esplorazione spaziale emersero dalle colonie per diventare gli unici poteri interstellari della nuova galassia.